# Plaza de Toros Monumental de Valencia

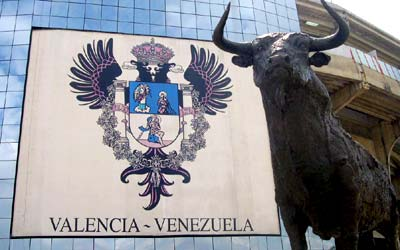
Façana de la Plaza de Toros Monumental de Valencia (Veneçuela)

La Plaza de Toros Monumental de Valencia és la plaça de braus de la ciutat veneçolana de Valencia, que és la segona plaça de toros més gran del món, tan sols superada per la Plaza de Toros México de Ciutat de Mèxic. Fou dissenyada per l'arquitecte veneçolà Peter Kurt Albers Acosta, i inaugurada l'any 1968. Té un aforament de 25.000 persones, i a part de les mateixes curses de braus serveix d'escenari per a concerts i altres espectàcles.